# Ryan Joyce
Ryan Joyce (Newcastle upon Tyne, 1985. szeptember 20. –) angol dartsjátékos. 2013-tól 2018-ig a British Darts Organisation, majd 2018-tól a Professional Darts Corporation tagja. Beceneve "Relentless".

## Pályafutása

### BDO
Joyce 2014-ben a legjobb 48-ig jutott a BDO által megrendezett World Masters tornán, majd 2016-ban részt vett a World Darts Trophy-n, ahol a legjobb 32-ben Jamie Hughes-tól kapott ki. Első világbajnokságán a BDO-nál 2017-ben vett részt, amelynek selejtezőkörében 3–0-ra legyőzte Dennis Nilssont, majd az első körben 3–2-es vereséget szenvedett Martin Adams-től. Három kisebb tornán is sikerült döntőbe kerülnie, 2013-ban a Turkish Open-en 5-0-ra kikapott Martin Phillips-től, majd a 2016-os Isle of Man Open-en 6–4-re Tony O'Shea-től és végül a Denmark Masters-en is alulmaradt a fináléban Glen Durrant ellen 6–4-re 2016-ban.
Több sikeres fellépése is volt párosban, 2013-ban megnyerték a Turkish Open-t, 2015-ben a Welsh Opent, és a 2016-os British Open-en is döntőt játszott partnerével Andy Chalmes-szal. 2017-ben Kevin McDine-nal megnyerték a Scottish Open-t. Legnagyobb sikerét egyéniben a BDO-nál a BDO Gold Cup-on érte el 2017-ben, amelyet Wayne Warren ellen 6–3-ra megnyert.
Joyce 2018-ban elhagyta a BDO-t és a PDC versenyein indult a továbbiakban.

### PDC
A 2019-es PDC-dartsvilágbajnokságon a negyeddöntőig jutott, ahol Michael van Gerwen-től kapott ki 5–1-re.

## Világbajnoki szereplések

### BDO
- 2017: Első kör (vereség  Martin Adams ellen 2–3)

### PDC
- 2019: Negyeddöntő (vereség  Michael van Gerwen ellen 1–5)
- 2020: Első kör (vereség  Jan Dekker ellen 2–3)
- 2021: Második kör (vereség  Krzysztof Ratajski ellen 0–3)
- 2022: Második kör (vereség  Mervyn King ellen 2–3)
- 2023: Első kör (vereség  Scott Williams ellen 1–3)
- 2024: Második kör (vereség  Stephen Bunting ellen 0–3)
- 2025: Negyedik kör (vereség  Luke Littler ellen 3–4)

## Tornagyőzelmei

### PDC
Players Championships
- Players Championship (BAR): 2023
- Players Championship (MK): 2020

### Egyéb tornagyőzelmek
- BDO Gold Cup: 2017